# Courtney Campbell
Courtney Campbell (Effort Ville Clarendon, 1968. november 16. –) jamaicai nemzetközi labdarúgó-játékvezető.

## Pályafutása

### Nemzeti játékvezetés
A játékvezetői vizsgát a Courtney Browni Szent Erzsébet Labdarúgó-szövetségben megszerezve indulhatott sportpályája. A küldési gyakorlat szerint rendszeres partbírói tevékenységet is végzett. 2000-ben lett az I. Liga játékvezetője. A nemzeti játékvezetéstől 2013-ban vonult vissza.

### Nemzetközi játékvezetés
A Jamaicai labdarúgó-szövetség (JFRA) Játékvezető Bizottsága (JB) terjesztette fel nemzetközi játékvezetőnek, a Nemzetközi Labdarúgó-szövetség (FIFA) 2004-től tartotta nyilván bírói keretében. A FIFA JB központi nyelvei közül a angolt beszéli.
Több nemzetek közötti válogatott és klubmérkőzést vezetett, vagy működő társának 4. bíróként segített. A Major League Soccer (MLS) bajnokságban több mérkőzés vezetésre kapott megbízást. A nemzetközi játékvezetéstől 2013-ban búcsúzott.

#### Labdarúgó-világbajnokság
A világbajnoki döntőkhöz vezető úton Dél-Afrikába a XIX., a 2010-es labdarúgó-világbajnokságra a FIFA JB játékvezetőként alkalmazta. Selejtező mérkőzéseket az CONCACAF zónában vezetett.

##### 2010-es labdarúgó-világbajnokság

###### Selejtező mérkőzés
| Időpont              | Helyszín                                                         | Mérkőzés típusa                    | Mérkőzés                            | Eredmény | Nézők száma |
| -------------------- | ---------------------------------------------------------------- | ---------------------------------- | ----------------------------------- | -------- | ----------- |
| 2008. március 26.    | St. John’s (Antigua és Barbuda), St. John’s (Antigua és Barbuda) | előselejtező (2. kör; 1D. csoport) | Antigua és Barbuda–Aruba            | 1 – 0    | 1000        |
| 2008. június 4.      | Olimpiai Stadion, San Pedro Sula                                 | előselejtező (2. kör; 2C. csoport) | Honduras–Puerto Rico                | 4 – 0    | 20 000      |
| 2008. június 22.     | Cuscatlán Stadion, Georgetown                                    | előselejtező (2 kör; 3B. csoport)  | Guyana–Suriname                     | 1 – 2    | 12 000      |
| 2008. szeptember 10. | Toyota Park Stadion, Bridgeview                                  | előselejtező (3 kör; 1. csoport)   | Egyesült Államok–Trinidad és Tobago | 3 – 0    | 11 452      |
| 2008. október 11.    | André Kamperveen Stadion, Paramaribo                             | előselejtező (3 kör; 3. csoport)   | Suriname–Costa Rica                 | 1 – 4    | 3000        |
| 2008. október 15.    | Pedro Marrero Stadion, Havanna                                   | előselejtező (3 kör; 1. csoport)   | Kuba–Guatemala                      | 2 – 1    | 6000        |
| 2009. június 6.      | Dwight Yorke Stadion, Bacolet                                    | előselejtező (döntő csoport)       | Trinidad és Tobago–Costa Rica       | 2 – 3    | 8000        |
| 2009. szeptember 9.  | Estadio Azteca, Mexikóváros                                      | előselejtező (döntő csoport)       | Mexikó–Honduras                     | 1 – 0    | 97 897      |

##### 2014-es labdarúgó-világbajnokság

###### Selejtező mérkőzés
| Időpont              | Helyszín                                | Mérkőzés típusa                   | Mérkőzés                         | Eredmény | Nézők száma |
| -------------------- | --------------------------------------- | --------------------------------- | -------------------------------- | -------- | ----------- |
| 2012. június 8.      | Pedro Marrero Stadion, Havanna          | előselejtező (3. kör; C. csoport) | Kuba–Kanada                      | 0 – 1    | 7000        |
| 2012. szeptember 11. | Estadio Azteca, Mexikóváros             | előselejtező (3. kör; C. csoport) | Mexikó–Costa Rica                | 1 – 0    | 44 007      |
| 2013. március 22.    | Olimpiai Stadion, San Pedro Sula        | előselejtező (döntő csoport)      | Honduras–Mexikó                  | 2 – 2    | 38 500      |
| 2013. június 18.     | Nemzeti Stadion, San José de Costa Rica | előselejtező (döntő csoport)      | Costa Rica–Panama                | 2 – 0    | 35 000      |
| 2013. szeptember 10. | Mapfre Stadion, Columbus                | előselejtező (döntő csoport)      | Amerikai Egyesült Államok–Mexikó | 2 – 0    | 24 584      |
| 2013. október 15.    | Rommel Fernández Stadion, Panamaváros   | előselejtező (döntő csoport)      | Panama–Egyesült Államok          | 2 – 3    | 18 254      |

#### CONCACAF-aranykupa
Az Egyesült Államok rendezte a 10., a 2009-es CONCACAF-aranykupa labdarúgó tornát, ahol a CONCACAF JB bíróként alkalmazta.

##### 2005-ös CONCACAF-aranykupa

###### Selejtező mérkőzés
| Időpont            | Helyszín                       | Mérkőzés típusa              | Mérkőzés        | Eredmény |
| ------------------ | ------------------------------ | ---------------------------- | --------------- | -------- |
| 2014. december 12. | Pedro Marrero Stadion, Havanna | előselejtező (döntő csoport) | Kuba–Martinique | 2 – 0    |

##### 2007-es CONCACAF-aranykupa

###### Selejtező mérkőzés
| Időpont              | Helyszín                             | Mérkőzés típusa              | Mérkőzés                                 | Eredmény |
| -------------------- | ------------------------------------ | ---------------------------- | ---------------------------------------- | -------- |
| 2006. szeptember 2.  | Pedro Marrero Stadion, Havanna       | előselejtező (első csoport)  | Kuba–Turks- és Caicos-szigetek           | 6 – 0    |
| 2006. szeptember 6.  | Nemzeti Stadion, Cockburn Town       | előselejtező (első csoport)  | Turks- és Caicos-szigetek–Észak-Írország | 2 – 3    |
| 2006. szeptember 20. | Nemzeti Stadion, Bridgetown          | előselejtező (első csoport)  | Barbados–Saint Kitts és Nevis            | 1 – 1    |
| 2006. szeptember 24. | Nemzeti Stadion, Bridgetown          | előselejtező (első csoport)  | Barbados–Anguilla                        | 3 – 0    |
| 2007. január 12.     | Sylvio Cator Stadion, Port-au-Prince | előselejtező (döntő csoport) | Haiti–Martinique                         | 1 – 0    |

###### CONCACAF-aranykupa mérkőzés
| Időpont          | Helyszín                     | Mérkőzés típusa              | Mérkőzés         | Eredmény | Nézők száma |
| ---------------- | ---------------------------- | ---------------------------- | ---------------- | -------- | ----------- |
| 2007. június 9.  | Orange Bowl Stadion, Miami   | csoportmérkőzés (A. csoport) | Haiti–Costa Rica | 1 – 1    | 22 529      |
| 2007. június 16. | Gillette Stadion, Foxborough | egyik negyeddöntő            | Kanada–Guatemala | 3 – 0    | 22 412      |

##### 2009-es CONCACAF-aranykupa

###### Selejtező mérkőzés
| Időpont           | Helyszín                                | Mérkőzés típusa              | Mérkőzés                      | Eredmény |
| ----------------- | --------------------------------------- | ---------------------------- | ----------------------------- | -------- |
| 2009. október 23. | Nemzeti Stadion, San José de Costa Rica | előselejtező (első kör)      | Costa Rica–Panama             | 3 – 0    |
| 2008. október 25. | Pedro Marrero Stadion, Havanna          | előselejtező (2. kör)        | Kuba–Barbados                 | 1 – 1    |
| 2008. december 6. | Pedro Marrero Stadion, Havanna          | előselejtező (döntő csoport) | Kuba–Antigua és Barbuda       | 3 – 0    |
| 2008. december 8. | Szabadidőpark Stadion, St. John’s       | előselejtező (döntő csoport) | Antigua és Barbuda–Guadeloupe | 2 – 2    |

###### CONCACAF-aranykupa mérkőzés
| Időpont          | Helyszín                                       | Mérkőzés típusa              | Mérkőzés                  | Eredmény | Nézők száma |
| ---------------- | ---------------------------------------------- | ---------------------------- | ------------------------- | -------- | ----------- |
| 2009. július 8.  | Robert F. Kennedy Memorial Stadion, Washington | csoportmérkőzés (B. csoport) | Egyesült Államok–Honduras | 2 – 0    | 26 079      |
| 2009. július 19. | Cowboys Stadion, Dallas                        | egyik negyeddöntő            | Mexikó–Haiti              | 4 – 0    | 82 252      |
| 2009. július 23. | Soldier Stadion, Chicago                       | egyik elődöntő               | Honduras–Egyesült Államok | 0 – 2    | 55 173      |
| 2009. július 26. | Giants Stadion, East Rutherford                | döntő                        | Egyesült Államok–Mexikó   | 0 – 5    | 79 156      |

##### 2011-es CONCACAF-aranykupa

###### Selejtező mérkőzés
| Időpont            | Helyszín                               | Mérkőzés típusa            | Mérkőzés                                    | Eredmény |
| ------------------ | -------------------------------------- | -------------------------- | ------------------------------------------- | -------- |
| 2010. október 2.   | Nemzeti Stadion, Marigot               | előselejtező (első kör)    | Saint-Martin–Kajmán-szigetek                | 1 – 1    |
| 2010. október 6.   | Juan Ramón Loubriel Stadion, San Juan  | előselejtező (első kör)    | Puerto Rico–Kajmán-szigetek                 | 2 – 0    |
| 2011. november 4.  | Marcel Saupin Stadion, Kingstown       | előselejtező (második kör) | Saint Vincent és a Grenadine-szigetek–Haiti | 1 – 3    |
| 2011. november 6.  | Hasely Crawford Stadion, Port of Spain | előselejtező (második kör) | Trinidad és Tobago–Haiti                    | 4 – 0    |
| 2011. november 12. | André Kamperveen Stadion, Paramaribo   | előselejtező (második kör) | Suriname–Kuba                               | 3 – 3    |
| 2011. november 14. | Szabadidőpark Stadion, St. John’s      | előselejtező (második kör) | Antigua és Barbuda–Kuba                     | 0 – 0    |

###### CONCACAF-aranykupa mérkőzés
| Időpont          | Helyszín                           | Mérkőzés típusa              | Mérkőzés         | Eredmény | Nézők száma |
| ---------------- | ---------------------------------- | ---------------------------- | ---------------- | -------- | ----------- |
| 2011. június 9.  | Bank of America Stadion, Charlotte | csoportmérkőzés (A. csoport) | Kuba–Mexikó      | 0 – 5    | 46 012      |
| 2011. június 18. | MetLife Stadium, East Rutherford   | egyik negyeddöntő            | Mexikó–Guatemala | 2 – 1    | 78 807      |

##### 2013-as CONCACAF-aranykupa

###### Selejtező mérkőzés
| Időpont            | Helyszín                               | Mérkőzés típusa       | Mérkőzés                                                 | Eredmény |
| ------------------ | -------------------------------------- | --------------------- | -------------------------------------------------------- | -------- |
| 2012. november 14. | Hasely Crawford Stadion, Port of Spain | előselejtező (2. kör) | Trinidad és Tobago–Saint Vincent és a Grenadine-szigetek | 1 – 1    |
| 2012. november 14. | Hasely Crawford Stadion, Port of Spain | előselejtező (2. kör) | Trinidad és Tobago–Kuba                                  | 1 – 0    |

###### CONCACAF-aranykupa mérkőzés
| Időpont          | Helyszín                                | Mérkőzés típusa              | Mérkőzés                    | Eredmény | Nézők száma |
| ---------------- | --------------------------------------- | ---------------------------- | --------------------------- | -------- | ----------- |
| 2013. július 16. | Rentschler Field Stadion, East Hartford | csoportmérkőzés (C. csoport) | Egyesült Államok–Costa Rica | 1 – 0    | 25 432      |
| 2013. július 21. | M&T Bank Stadion, Baltimore             | egyik negyeddöntő            | Honduras–Costa Rica         | 1 – 0    | 70 540      |
| 2013. július 24. | Cowboys Stadion, Arlington              | egyik elődöntő               | Panama–Mexikó               | 2 – 1    | 81 410      |

## Sportvezetőként
2014-től a Jamaicai Labdarúgó-szövetség (JFRA) Játékvezető Bizottságának elnöke.